# James P. Heath
James P. Heath (* 21. Dezember 1777 in Delaware; † 12. Juni 1854 in Georgetown, D.C.) war ein US-amerikanischer Politiker. Zwischen 1833 und 1835 vertrat er den Bundesstaat Maryland im US-Repräsentantenhaus.

## Werdegang
James P. Heath wurde im zweiten Jahr des Unabhängigkeitskrieges in Delaware geboren und wuchs dort auf. Er genoss eine gute Schulbildung. Dann diente er zwischen 1799 und 1802 in der regulären Armee, wo er den Dienstgrad eines Lieutenants im Ingenieurkorps bekleidete. Als Register arbeitete er am Court of Chancery in Annapolis (Maryland). Während des Britisch-Amerikanischen Krieges war er aide-de-camp von General Levin Winder. 
Politisch gehörte er der Jacksonian-Fraktion an. Bei den Kongresswahlen des Jahres 1832 wurde Heath im vierten Wahlbezirk von Maryland in das US-Repräsentantenhaus in Washington, D.C. gewählt, wo er am 4. März 1833 die Nachfolge von Francis Thomas antrat. Er erlitt allerdings bei seiner Wiederwahlkandidatur im Jahr 1834 eine Niederlage und schied nach dem 3. März 1835 aus dem Kongress aus. Heath starb am 12. Juni 1854 in Georgetown, D.C. und wurde auf dem Oak Hill Cemetery beigesetzt.